# FMしまばら
株式会社FMしまばら（エフエムしまばら）は、長崎県島原市および南島原市の各一部地域を放送区域として超短波放送（FM放送）を行う特定地上基幹放送事業者（コミュニティ放送）である。

## 概要
2007年（平成19年）開局。
ケーブルテレビジョン島原（カボチャテレビ）が、株式の半数を出資しておりマスメディア集中排除原則にいう支配関係にある。
本社・スタジオはカボチャテレビの局舎のある島原市白土町（しらちまち）のNTT島原ビルにある。
放送局のテーマは「もっぱら、しまばら」。マスコットは「もっぱら君」。
島原市のコミュニティFM放送局等設置整備事業の支援を受けており、島原市の行政情報を随時放送するほか、災害発生時、および災害発生が予想される時は、防災情報が優先的に放送される。
島原市内のケーブルテレビ網に接続された約50ヶ所の無線LANアクセスポイントを介した現地リポート放送、東京で開催された高校同窓会会場からインターネットを用いた生中継も行われている。
インターネット配信は、FMしまばら独自のライブ配信とSimulRadioによる。また、スマートフォン用アプリ「FM++」も運用している。FM++では、長崎県島原振興局より島原半島の国道251号、389号や県道など県管理の道路の交通規制情報を配信する。
島原市内の放送局としてスタートしたが、2016年に南島原市にも中継所を設置した。なお、当局のエリア拡大後、南島原市にてFMひまわりが開局しており、同市内では2つのコミュニティFMの競合状態となっている。
送信所
| 送信所                                                   | 空中線電力 | 所在地   |
| -------------------------------------------------------- | ---------- | -------- |
| 親局                                                     | 20W        | 島原市   |
| 有明中継局                                               | 10W        | 島原市   |
| 布津中継局                                               | 20W        | 南島原市 |
| 上原中継局                                               | 20W        | 南島原市 |
| 加津佐中継局                                             | 10W        | 南島原市 |
| 親局のコールサインは、JOZZ0BF-FM 周波数は、すべて88.4MHz |            |          |

放送エリアは島原市と南島原市のほぼ全域と雲仙市の一部

## 沿革
- 2007年（平成19年）
  - 10月16日 - 株式会社FMしまばら設立。
  - 10月29日 - 放送局（現・特定地上基幹放送局）の予備免許取得[5]。
  - 11月8日 - 放送局の免許取得[6]。
  - 11月11日 - 10時に開局。
- 2008年（平成20年）
  - 1月17日 - 日本コミュニティ放送協会に加盟[7]。
  - 10月1日 - ライブ配信を開始[8]。
- 2010年（平成22年）4月1日 - 島原市北端の有明町湯江地区の難聴取地域解消のため、島原市役所有明支所に有明中継局（空中線電力1W）を開局。
- 2011年（平成23年）7月20日 - SimulRadioによる配信を開始[9]。
- 2012年（平成24年）8月1日 - FM++による配信を開始[10]。
- 2013年（平成25年）
  - 2月 - 有明中継局の空中線電力を10Wに増強
  - 9月19日 - 長崎県島原振興局と県管理の道路情報をFM++で配信する協定を締結[11]し、同日より配信開始。長崎県がこのような形でメディアと協定を結ぶのは初めてである。
- 2016年（平成28年）
  - 4月 - 熊本地震で被災した益城町で臨時災害放送局「ましきさいがいエフエム」（コールサイン：JOYZ0R-FM）の開設を支援[12]。
  - 6月21日 - 布津中継局の予備免許取得[13]。
  - 12月1日 - 布津中継局の免許取得[14]。
- 2017年（平成29年）
  - 4月6日 - 上原中継局の免許取得[14]。
  - 5月24日 - 加津佐中継局の免許取得[14]。

## 番組
開局から2014年6月までは毎日7時から22時までの放送であった。すべてが自社制作で、そのほとんどを生放送していた。番組の合間に放送されるCMも自社制作しており、各パーソナリティのほか、社長を含め社員も声優として出演していた。
2014年7月からは自社制作番組（77時間/週）以外の時間帯において、ミュージックバードのコミュニティチャンネルの再送信（89時間/週）（後にJ-WAVE再送信）を開始し、全日24時間放送（月曜日の1:00 - 5:00を除く）となった。
月曜 - 金曜
- My朝（7:30 - 9:30）
- 声の広報しまばら（11:00 - 12:00）
- 地域深耕!ふるさとラジオ（12:00 - 14:00）
- コミュニティBox!（16:00 - 18:00）
- うなぎNOW （月：20:00 - 22:00）
- 医療介護すこやか相談室（火：18:00 - 19:00）
- グッとくる昭和サウンド（火：20:00 - 22:00）
- 夜はここから（水 - 金：20:00 - 22:00）

土曜、日曜
J-WAVEの放送を中心にネット

### 過去の番組
- あらかるとRadio（月 - 金：9:00 - 12:00）
- ときめきアフタヌーン（月 - 金：15:00 - 17:00）
- Today'sベストセレクション（月・水 - 金：18:00 - 19:00）
- しまばら情報探偵団（19:00 - 20:00）
- やすらぎの小部屋（水：21:00 - 22:00）
- グッドモーニングしまばら（7:00 - 9:00）
- ごちそうタイム（11:00 - 13:00）
- Walk IN しまばら（13:30 - 16:00）
- 夕暮れ散歩道（17:00 - 18:00）
- もっぱら!MUSIC（各番組間）
- サタデースクランブル（12:00 - 14:00）
- Weekendスクランブル（16:00 - 18:00）
- ブランチ de ランチ（土・日：11:00 - 12:00）
- はっぴーサタデー（土：7:00 - 10:00）
- 情報サタデー（土：10:00 - 12:00）
- SHOWA RETURNS （土：15:00 - 17:00）
- タウンネットワーク（土：18:00 - 20:00）
- J･A･Z･Zの実（土：21:00 - 22:00）
- 声の便り（日：10:00 - 11:00）
- サンデーWIND（日：17:00 - 19:00）
- スウィングナイト（日：19:00 - 21:00）
- 蔵Chic IN SHIMABARA（日：21:00 - 22:00）
- サンデースパークリング（日：12:00 - 15:00）
- カフェ・ド・しまばら（土・日：15:00 - 16:00）
- トワイライトミュージック（日：18:00 - 19:00）
- トークスペシャルナイト（火・木・金：20:00 - 21:00）
- プレシャスタイム（水：20:00 - 21:00）
- はっぴーサンデー（7:00 - 10:00）
- JUKE BOX 884（10:00 - 16:00）

## 主なパーソナリティ
- しゅんちゃん（宮崎春而）（2007年11月 - ）
- 鰻家小にょろ（菅　智憲）（2007年11月 - ）
- 辻ちゃん （辻野絵理香）（2007年11月 - ただし、産休時期あり）
- アサミー（2015年7月 - ）
- まゆ（? - ）

### 過去のパーソナリティ
- カッキー（2007年11月 - 2008年4月）
- BOBBY（2008年5月 - 2008年7月）
- りんちゃん（2007年11月 - 2008年9月）
- グレイジュ（島崎理恵）（2007年11月 - 2008年12月）
- よっしぃ（野田佳子）（2007年11月 - 2008年12月）
- ベティ（田中こずえ）（2007年11月 - 2009年6月）
- アーリー・贋川アリステル（吉中亜理沙）（2008年5月 - 2009年9月）
- カワジイ（川村秀文）（2008年9月 - ?）
- ライライ（小林美佳）（2007年11月 - 2010年2月）
- ちづる（2009年7月 - 2010年4月）
- ロカ（酒井 優）（2009年4月 - 2010年8月）
- 酒井聖実（2009年12月 - 2011年6月）
- 島田なおき（島田直樹）（2009年1月 - ?）
- 松本知佳（2011年10月 - 11月）
- 松本栄里子（2011年7月 - 2012年3月）
- 金子順子（2011年12月 - ?）
- チョロピー（前森聖子）（ - 2013年3月）
- 茂祥吾（2010年10月 - 2014年3月）
- 佐藤竜樹（2013年11月 - ）
- 本多光子（2009年8月 - ）
- やっちゃん（2014年7月 - 2015年5月）
- まっき〜♪（佐田真悠實）（2013年1月 - 2015年7月）
- 美加（2015年11月 - ?）
- おばっちょ（2015年11月 - ?）
- 村上隆二（2011年12月 - 2019年9月）
- みなやん（2010年2月 - ）

## 防災ラジオ
島原市は、2015年4月に防災行政無線をデジタル化したが、これにより1991年（平成3年）の雲仙普賢岳災害を機に全世帯に配布した受信機が使用できなくなった。代替として防災ラジオ（緊急告知FMラジオ）を全世帯と全事業所に無償貸与している。
南島原市も2017年4月から防災ラジオの無償貸与を開始した。